# 태양은 노랗게 타오른다
《태양은 노랗게 타오른다》(영어: Half of a Yellow Sun)는 치마만다 응고지 아디치에의 2006년 두 번째 장편소설이다. 1960년대 나이지리아를 배경으로 세 인물의 시점에서 당대 나이지리아의 현실과 역사 문제를 보여준다. 대한민국에는 민음사에서 김옥수 번역으로 출간되었다. 2013년 비이 반델레 감독의 각색과 연출, 추이텔 에지오포, 탠디 뉴턴, 조지프 몰, 존 보예가 주연의 동명의 영화로 영화화되었다.